# NGC 26
NGC 26 é uma galáxia espiral (Sab) localizada na direcção da constelação de Pegasus. Possui uma declinação de +25° 49' 56" e uma ascensão recta de 0 horas, 10 minutos e 25,9 segundos.
A galáxia NGC 26 foi descoberta em 14 de Setembro de 1865 por Heinrich Louis d'Arrest.